# لطيفة العابدة
لطيفة العابدة سياسية مغربية من مواليد سنة 1953 بمدينة ورزازات، شغلت منصب وزيرة التربية الوطنية والتكوين المهني بين سنوات 2007 و2012 خلال حكومة عباس الفاسي.
العابدة بدأت حياتها كمدرسة في مدرسة الرباط الابتدائية بين سنوات 1973 و 1977، ثم في التعليم الثانوي بين 1977 و 1985، ثم دخلت إلى ميدان العمل بالوزارة منذ 1985 إلى حين الانتهاء من منصبها سنة 2012.